# Fengshen Yanyi
Fengshen Yanyi (封神演義), noto anche come Fengshen Bang, traducibile come "la canonizzazione degli dei", è un romanzo cinese del sedicesimo secolo, scritto durante la dinastia Ming (1368–1644). È una tra le più importanti opere in cinese vernacolare, del genere degli dei e demoni.
È composto di 100 capitoli, e combina elementi di storia, folklore, mitologia, leggende e fantasia.
Viene attribuito a Xu Zhonglin.
La storia è ambientata nel periodo di declino della dinastia Shang (1600–1046 a.C.) e l'inizio della dinastia Zhou (1046–256 a.C.).
Intreccia numerosi elementi della mitologia cinese, come divinità, immortali e spiriti.